# Simmons Bank Liberty Stadium
Le Simmons Bank Liberty Stadium (initialement dénommé Memphis Memorial Stadium et plus tard Liberty Bowl Memorial Stadium) est un stade de football américain d'une capacité de 50 000 places, situé près du Mid-South Coliseum (en) et du Libertyland dans le Mid-South Fairgrounds à l'est de Memphis dans l'État du Tennessee.
Depuis 1965, le Liberty Bowl Stadium est le domicile des Tigers de Memphis, équipe de football américain de l'université de Memphis évoluant dans la Conference USA de la NCAA Division I Football Bowl Subdivision (FBS). Dès 2024, il héberge également les matchs des Showboats de Memphis de la nouvelle United Football League .
Depuis 1965, le stade est le cadre du Liberty Bowl, un match de football américain universitaire d'après saison régulière.
Lors de la saison 1997 de la National Football League (NFL), les Oilers du Tennessee y disputent quelques matchs en attendant leur transfert vers le LP Field en construction à Nashville où ils seront renommés Titans du Tennessee.
L'ancienne équipe des Showboats de Memphis de la défunte  United States Football League y ont évolué en 1984 et 1985. D'autres locataires y avaient élu domicile comme les Maniax de Memphis (en) en 2001, les Southmen de Memphis de 1974 à 1975, les Rogues de Memphis de 1978 à 1980 et les Mad Dogs de Memphis de la Ligue canadienne de football en 1995.

## Histoire
Le stade a été à l'origine construit sous le nom de Memphis Memorial Stadium en 1965 pour environ $3 millions USD, comme partie du Mid-South Fairgrounds, où se déroule une des foires les plus populaires du sud des États-Unis. Le champ de foire (fairgrounds) inclut également le Mid-South Coliseum (en) (autrefois la salle de sport principale de la ville) et le parc d'amusement maintenant fermé de Libertyland. Il a été consacré aux citoyens de Memphis qui avaient servi dans la Première Guerre mondiale, la Seconde Guerre mondiale, et la Guerre de Corée.
Il a été construit partiellement pour amener le Liberty Bowl à Memphis (Le tournoi avait commencé à Philadelphie, mais en raison d'une affluence basse, il quitta la ville, jouant un an à Atlantic City avant de s'établir à Memphis). Le tournoi était un tel succès pour la ville que le stade a été renommé Liberty Bowl Memorial Stadium en décembre 1975. Une extension en 1987 porte sa capacité à 62 380 places. Sa conception est semblable à celle du Tampa Stadium. Le terrain, qui avait été de la pelouse naturelle depuis son inauguration, a été remplacé par une surface FieldTurf avant la saison 2005.
Le stade est conçu de telle manière que tous ses sièges aient une vue relativement bonne sur la majeure partie de la surface de jeu. C'est dû principalement à deux facteurs. Les tribunes sont relativement inclinées. En plus, il y a peu d'espace entre le côté, les lignes d'extrémité de la surface de jeu et des tribunes.
En décembre 1983, le terrain a été renommé pour Rex Dockery, un ancien entraîneur de football de Memphis qui est mort dans un accident d'avion.
En 2013, le complexe du Liberty Bowl est rénové pour un montant de 38 millions de dollars. Il est repeint et reçoit un nouvel éclairage, de nouveaux ascenseurs, un nouveau gazon, la rénovation des loges de luxe, un meilleur accès pour les personnes handicapées, le tout  ajouté dans le cadre de la conception de l'architecte de Memphis, Tom Marshall d'O.T. Architectes Marshall. En outre, deux nouveaux écrans vidéo sont ajoutés pour un coût de 2,5 millions de dollars, comprenant un Jumbotron, fourni par FedEx, dont le siège est à Memphis. De plus, un espace dénommé Tiger Lane de 17 acres (6,9 ha) est créé comme espace vert pour les rassemblements d'avant match et les événements communautaires.
Le 19 décembre 2023, la ville de Memphis vote pour transférer la propriété du stade à l'université de Memphis.

## Événements
- Liberty Bowl, depuis 1965